# Rio Crepeş
O Rio Crepeş é um rio da Romênia, afluente do Vulcăniţa, localizado no distrito de Braşov.